# William Grosvenor
William Percy Grosvenor (* 18. Juli 1869 in London; † 5. Juni 1948 in Hickling) war ein britischer Sportschütze.

## Erfolge
William Grosvenor nahm an drei Olympischen Spielen im Trap teil. 1912 kam er in Stockholm im Einzel nicht über den zwölften Platz hinaus, gewann aber mit der Mannschaft die Silbermedaille. Die Briten hielten mit 511 Punkten die deutsche Mannschaft um einen Punkt auf Abstand und belegten so hinter der US-amerikanischen Mannschaft (532 Punkte) den zweiten Platz. Grosvenor war mit 89 Punkten zweitbester Schütze der Mannschaft, zu der außerdem Alexander Maunder, George Whitaker, Harold Humby, Charles Palmer und John Butt gehörten. 1920 in Antwerpen verpasste er mit der Mannschaft als Vierter einen erneuten Medaillengewinn, vier Jahre darauf wurde er mit der Mannschaft in Paris Achter.